# انتخابات سراسری پرو (۲۰۲۱)
انتخابات سراسری پرو (انگلیسی: 2021 Peruvian general election) در ۱۱ آوریل ۲۰۲۱ در پرو برگزار شد. در انتخابات ریاست جمهوری رئیس‌جمهور و معاونان رئیس‌جمهور تعیین شدند، این انتخابات وارد مرحله دوم شد که بین دو کاندید برتر در ۶ ژوئن ۲۰۲۱ برگزار شد. انتخابات کنگره ترکیب اعضاء و کرسی‌های کنگره پرو را تعیین کرد، در مجموع ۱۳۰ کرسی مورد رقابت قرار گرفت.
هجده نامزد رسماً در انتخابات ریاست جمهوری شرکت کردند که بالاترین تعداد کاندیداها از انتخابات عمومی ۲۰۰۶ پرو به‌شمار می‌رود. در انتخابات مرحله اول پدرو کاستیلو نامزد حزب چپ‌گرای پرو آزاد بالاترین رای را کسب نمود و در مرحله دوم مقابل کیکو فوجیموری رهبر حزب راستگرای مردمی قرار گرفت که پیش از این در مرحله دوم انتخابات ۲۰۱۱ و ۲۰۱۶ شکست خورده بود.
شمارش رسمی آرای مرحله دوم توسط دفتر ملی فرایندهای انتخاباتی انجام شد و در نتیجه کاستیلو با کسب ۵۰/۱۳ درصد آرا با برتری ۴۴۴۲۶ رای نسبت به فوجیموری به برتری رسید. البته اعلام نتیجه رسمی که باید توسط هیئت منصفه انتخابات تأیید می‌شد به دلیل اتهام تقلب توسط سیاستمداران مخالف به تأخیر افتاد.
اما در ۱۹ ژوئیه کاستیلو توسط هیئت منصفه انتخابات سراسری پرو به عنوان رئیس‌جمهور پرو برگزیده شد و در ۲۸ ژوئیه ادای سوگند کرد.

## نظام انتخاباتی
رئیس‌جمهور پرو بر اساس نظام انتخاباتی دومرحله‌ای انتخاب می‌شود و ۱۳۰ عضو کنگره جمهوری پرو از طرف اعضای ۲۵ حوزه انتخاباتی و از طریق فهرست نمایندگی تناسبی انتخاب می‌شوند.

## تاریخ برگزاری
انتخابات سراسری پرو (۲۰۲۱) در ۱۱ آوریل ۲۰۲۱ به منظور انتخاب رئیس‌جمهور پرو، دو معاون رئیس‌جمهور که از همان حزب هستند و ۱۳۰ نماینده کنگره پرو و ۵ نماینده پارلمان کوه‌های منطقه آند برای مدت ۵ سال از سال ۲۰۲۱ تا سال ۲۰۲۶ برگزار می‌شود.
رئیس‌جمهور و معاونان رئیس‌جمهور از طریق رأی‌گیری مستقیم و در یک حوزه انتخابیه واحد انتخاب می‌شوند. در صورت عدم دستیابی کاندیدایی به اکثریت بالای ۵۰٪ آراء اخذ شده، انتخابات در مرحله دوم برگزار می‌شود.
در ۱۱ آوریل، ۱۳۰ نماینده کنگره در ۲۶ حوزه انتخابیه، مطابق با ۲۴ بخش، استان لیما و استان کالو انتخاب می‌شوند. از طریق نظام رأی‌گیری بدیل که نوعی نظام انتخاباتی اکثریتی و ترجیحی است.
نمایندگان منتخب کنگره حداکثر تا ۲۷ ژوئیه ۲۰۲۱ پس از ادای سوگند منصوب می‌شوند. رئیس‌جمهور و معاونان رئیس‌جمهور ادای سوگند را در ۲۸ ژوئیه ۲۰۲۱ انجام می‌دهند.

## نامزدهای بالقوه
| کاندیداهای اصلی                          |                                    |                                    |                                      |                             |                     |
| جورج فورسیت                              | کنجی فوجیموری                      | کیکو فوجیموری                      | خولیو گوزمن                          | ورونیکا مندوزا              | سالوادرو دل سولار   |
|                                          |                                    |                                    |                                      |                             |                     |
| شهردار منطقه لا ویکتوریا، لیما (از ۲۰۱۸) | اعضای کنگره جمهوری پرو (۲۰۱۱–۲۰۱۸) | رهبر حزب نیروی مردمی (۲۰۱۰–تاکنون) | دبیرکل دفتر نخست‌وزیر پرو (۲۰۱۲–۲۰۱۳) | رهبر پرو جدید (۲۰۱۷–تاکنون) | نخست‌وزیر پرو (۲۰۱۹) |
| ما پرو هستیم                             | نیروی مردمی                        | نیروی مردمی                        | حزب بنفش                             | پرو جدید                    | مردم پرو برای تغییر |
|                                          | ابراز علاقه                        | ابراز علاقه                        | اعلام کاندیداتوری                    | اعلام کاندیداتوری           | ابراز علاقه         |